# Doug Lewis (ski alpin)
Doug Lewis, né le 18 janvier 1964 à Middlebury, est un ancien skieur alpin américain.

## Palmarès

### Jeux olympiques d'hiver
| Édition / Épreuve | Descente | Super G                          | Slalom géant | Slalom | Combiné                          |
| ----------------- | -------- | -------------------------------- | ------------ | ------ | -------------------------------- |
| JO 1984 Sarajevo  | 24e      | Épreuve inexistante à cette date | —            | —      | Épreuve inexistante à cette date |
| JO 1988 Calgary   | 32e      | —                                | —            | —      | —                                |

### Championnats du monde
| Édition / Épreuve           | Descente | Super G                          | Slalom géant | Slalom | Combiné |
| --------------------------- | -------- | -------------------------------- | ------------ | ------ | ------- |
| Mondiaux 1985 Bormio        | Bronze   | Épreuve inexistante à cette date | —            | —      | 18e     |
| Mondiaux 1987 Crans-Montana | 29e      | Abandon                          | —            | —      | 17e     |

### Coupe du monde
- Meilleur classement final: 39e en 1986
- Meilleur résultat: 2e.